# Helina vumba
Helina vumba är en tvåvingeart som först beskrevs av John Otterbein Snyder 1953.  Helina vumba ingår i släktet Helina och familjen husflugor.
Artens utbredningsområde är Zimbabwe. Inga underarter finns listade i Catalogue of Life.